# Diederik Scheltinga
Diederik Scheltinga (* 14. Juli 1985 in Huissen) ist ein niederländischer Duathlet und Triathlet.

## Werdegang
Diederik Scheltinga war in seiner Jugend in einem Laufverein aktiv. Auch seine drei jüngeren Brüder Evert (* 1987), Cornelis (* 1991) und Bouke (* 1994) sind alle ebenso als Triathleten aktiv.
Im Mai 2017 wurde er Vize-Staatsmeister auf der Triathlon-Mitteldistanz.
Bei der Challenge Almere-Amsterdam wurde er im September 2018 als zweitbester Niederländer hinter seinem Bruder Evert (Rang vier) Siebter.
Diederik Scheltinga lebt in Arnheim und arbeitet als freiberuflicher Internet-Spezialist.

## Sportliche Erfolge
| Datum/Jahr    | Platz | Wettbewerb                                           | Austragungsort | Zeit | Bemerkung |
| ------------- | ----- | ---------------------------------------------------- | -------------- | ---- | --- |
| 23. Mai 2017  | 2     | NED Middle Distance Triathlon National Championships | Almere         |      | Vize-Staatsmeister Mitteldistanz                                                                                     |
| 27. Jan. 2017 | 3     | Israman                                              | Eilat          |      | |
| 12. Juni 2016 | 2     | Bonn-Triathlon                                       | Bonn           |      | Das Rennen musste witterungsbedingt als Duathlon ausgetragen werden (15 km Laufen, 60 km Radfahren und 7 km Laufen). |
| 30. Jan. 2016 | 3     | Israman                                              | Eilat          |      | |
| 19. Juni 2011 | 1     | Aasee-Triathlon                                      | Bocholt        |      | Sieger auf der Mitteldistanz                                                                                         |

| Datum/Jahr    | Rang | Wettbewerb                                         | Austragungsort | Zeit     | Bemerkung                |
| ------------- | ---- | -------------------------------------------------- | -------------- | -------- | ------------------------ |
| 14. Sep. 2019 | 7    | NED Long Distance Triathlon National Championships | Almere         | 09:02:29 | hinter Erik-Simon Strijk |
| 8. Sep. 2018  | 7    | Challenge Almere-Amsterdam                         | Almere         | 08:28:51 |                          |
| 19. Sep. 2016 | 3    | NED Long Distance Triathlon National Championships | Almere         | 08:26:13 |                          |
| 12. Sep. 2015 | 4    | NED Long Distance Triathlon National Championships | Almere         | 08:35:40 |                          |

DNF – Did Not Finish